# Karwie (województwo warmińsko-mazurskie)
Karwie (niem. Karwen) – wieś w Polsce położona w województwie warmińsko-mazurskim, w powiecie mrągowskim, w gminie Mrągowo. W latach 1975–1998 miejscowość administracyjnie należała do województwa olsztyńskiego.
W dawnych dokumentach miejscowość zapisywana była jako Karffen, Carwen, Karwen.

## Historia
Starosta ryński i szczeciński, Jerzy von Diebes, sprzedał w 1555 roku Maciejowi z Marcinkowa cztery włóki sołeckie za 108 grzywien celem założenia wsi czynszowej na 40 włókach. Wieś ta była lokowana na lepszym prawie magdeburskim (ad utrumque sexum), przyznano jej 10 lat wolności od danin (wolnizna). Karwie zaliczano później do wsi mieszanych. Zabudowa uformowała się w kształcie ulicówki, dotykającej północnym końcem jeziora Karw, od którego wieś zapożyczyła swoją nazwę. Nazwa ta jest niewątpliwie pochodzenia staropruskiego i wywodzi się od wyrazu „kurwis” - wół (podobnie jak trzy okoliczne jeziora).
Rozwój wsi hamowały przeróżne klęski żywiołowe, były one szczególnie dotkliwe w pierwszych dziesiątkach XVIII stulecia, powstały pustki. Trzeba było potem na nowo zasiedlić aż 24 włóki. Około 1750 r. powstała szkoła. W roku 1785 było tu 25 domów. W 1818 r. do tutejszej szkoły uczęszczało 35 dzieci, które nauczał po polsku Gotfryd Poerschke. W 1821 r. Karwie liczyły 186 mieszkańców i określano je jako "wieś i leśniczówkę". W 1838 roku we wsi było 25 domów i 274 mieszkańców. W 1849 r. wieś i leśniczówka posiadała na swym obszarze 44 budynki mieszkalne 267 mieszkańcami.
W 1928 r. wieś i wybudowanie liczyły 531 mieszkańców, a we wsi była już placówka pocztowa. W roku 1935 do dwuklasowej szkoły w Karwiach uczęszczało 104 dzieci. Wieś ta należała do parafii w Mrągowie. W 1939 roku wieś liczyła 419 mieszkańców i było tu 108 gospodarstw domowych, w tym 70 gospodarstw rolnych, z których 15 miało wielkość w granicach 10-20 ha i 8 w granicach 20-100 ha. Jedno z dużych gospodarstw, którego właścicielem był Schwidder (Świder), specjalizowało się w chowie drobiu. W okresie międzywojennym działała we wsi spółka wodna dla rekultywacji łąk i pastwisk.
W 1973 r. do sołectwa Karwie należała także osada Gwiazdowo (Sterenfelde), założona w 1812 roku na gruntach miasta Mrągowa.
Jeziora:
- Karw – (Karw See, Karwer See) jezioro 62,2 ha, przy wsi Karwie, na północny zachód.
- Karwik – (Karwick See) jezioro 7,6 ha, na południowy zachód od wsi Karwie.
- Karw Mały – (Kleiner Carv See) dawniejsze jezioro (11,03 ha), obecnie łąki na północ od wsi Karwie.

Zobacz też: Karwie, Karwieńskie Błoto Drugie, Karwieńskie Błoto Pierwsze, Karwosieki